# Ranunculus subpinnatus
Ranunculus subpinnatus är en ranunkelväxtart som beskrevs av Robert Wight och Arn.. Ranunculus subpinnatus ingår i släktet ranunkler, och familjen ranunkelväxter. Inga underarter finns listade i Catalogue of Life.